# إستيل غريسوولد
إستيل نايومي تريبرت غريسوولد (8 يونيو 1900- 13 أغسطس 1981) هي ناشطة في مجال الحقوق المدنية ونسوية جرى الادعاء عليها في قضية غريسوولد ضد كونيكتيكت في المحكمة العليا، حيث أُضفيت الشرعية على وسائل منع الحمل للأزواج في ولاية كونيكتيكت، ما شكل سابقة للإقرار بالحق في الخصوصية. عملت غريسوولد مديرة تنفيذية لجمعية تنظيم الأسرة الأمريكية في نيو هافن عندما افتتحت هي والأستاذة سي لي بوكستون من جامعة ييل عيادة لتحديد النسل في نيو هافن في محاولة لتغيير قانون ولاية كونيكتيكت الذي يحظر وسائل منع الحمل. كانت لأفعالها دور في تحريك جهود التشريع الذي أُقر عقب قضيتي بو ضد أولمان وغريسوولد ضد كونيكتيكت.
لعبت غريسوولد دورًا حيويًا في كلتا القضيتين لتحقيق النجاح وبدء حركة حقوق المرأة التي واصلت تقديم المساعدة في دعم العديد من القضايا، كقضية رو ضد وايد، التي غالبًا ما تُعتبر قضية غريسوولد ضد كونيكتيكت بادرة لها.

## نشأتها
ولدت إستيل تريبرت في هارتفورد، كونيكتيكت، بتاريخ 8 يونيو 1900، ووالداها هما فرانك (صانع آلات من أصل أيرلندي وألماني) وجيني تشيرش تريبرت. خلال فترة طفولتها، اجتهد والداها في تثقيفها حول عادات الأمريكيين الأصليين وشجعاها بقوة على ممارسة الأنشطة الخارجية. شاع وصف والدتها، جيني تريبرت، بالمتحفظة والهادئة. إستيل هي الأصغر بين طفلين عاشا لوالديها (توفي أخ لها قبل ولادتها)، وشقيقها الأكبر هو ريموند تريبرت. قيل إن والداها تزوجا في ظل ظروف صعبة وكان هناك «اختلافات شاسعة في شخصياتهما»، لكنهما لم ينفصلا. تربت إستيل غريسوولد على العقيدة الكاثوليكية الرومانية لكنها لم تستمر في التدين لاحقًا.
التحقت إستيل بمدارس هارتفورد الحكومية طوال فترة مراهقتها. تخطت الصفين الرابع والسابع بسبب الإجراءات الأكاديمية، ولكنها تخرجت من المدرسة الثانوية في خمس سنوات بدلًا من أربعة بسبب تكرار تغيبها وتشجيعها للطلاب الآخرين، ولا سيما الأولاد، على ترك المدرسة. بعد التخرج من المدرسة الثانوية في عام 1920، شرعت إستيل في تلقي دروس الموسيقى في مدرسة هارت للموسيقى. أرادت الذهاب إلى الكلية وتعزيز حياتها الأكاديمية، إلا أن عائلتها لم تتمكن من تحمل الرسوم الدراسية. عملت في أحد البنوك من أجل دفع تكاليف مدرسة الموسيقى.
في عام 1922، انتقلت إستيل إلى فرنسا لمواصلة مهنة الغناء، متجاهلة بذلك رفض والديها. امتلكت صوتًا غنائيًا جميلًا، وسافرت إلى باريس ونيس للبحث عن عمل. أثناء وجودها في فرنسا، أصيبت إستيل بالسل، ما جعلها تتوقف عن العمل. تمت خطبتها إلى كاتب مسرحي طموح، لكنهما انفصلا قبل الزواج.
غادرت إستيل باريس فور علمها بإصابة والدتها بمرض خطير. توفي والداها بعد ذلك بوقت قصير. لم تعد إستيل إلى باريس بعد وفاتهم وبقيت في هارتفورد. سافرت إلى نيويورك على أمل تعزيز مسيرتها الغنائية، وقدمت اختبار أداء للانضمام إلى مجموعة استعراضية مقرها شيكاغو وذهبت في جولة معها لمدة ستة أشهر. عادت إلى هارتفورد بعد ذلك وبقيت هناك حتى زواجها من ريتشارد غريسوولد.